# Угляни (Кам'янецький район)
Угляни (біл. Вугляны) — село в Білорусі, у Кам'янецькому районі Берестейської області. Орган місцевого самоврядування — Річицька сільська рада.

## Географія
Розташоване за 7 км на північний схід від Кам'янця.

## Історія
У 1801 році маєтком у селі володів поміщик генерал Гольберг, у 1846 році — ротмістр А. Носаржевський. У 1818—1820 роках у селі відбулися селянські заворушення. У 1920—1930 роках в Углянах діяв український гурток «Просвіти» з бібліотекою-читальнею, проводилася художня самодіяльність, ставилися драми, зокрема «Сирітка Хася» та «Ой не ходи, Грицю».

## Населення
За переписом населення Білорусі 2009 року чисельність населення села становила 36 осіб.